# Kammartjärnen
Kammartjärnen är en sjö i Härnösands kommun i Ångermanland och ingår i Gådeån-Indalsälvens kustområde. Sjön har en area på 0,116 kvadratkilometer och ligger 96 meter över havet.

## Delavrinningsområde
Kammartjärnen ingår i det delavrinningsområde (694163-160118) som SMHI kallar för Inloppet i Sjösjön. Medelhöjden är 115 meter över havet och ytan är 3,45 kvadratkilometer. Räknas de 4 avrinningsområdena uppströms in blir den ackumulerade arean 18,83 kvadratkilometer. Avrinningsområdets utflöde Byån mynnar i havet. Avrinningsområdet består mestadels av skog (80 procent). Avrinningsområdet har 0,11 kvadratkilometer vattenytor vilket ger det en sjöprocent på 3,3 procent.